# Phaeotremella frondosa

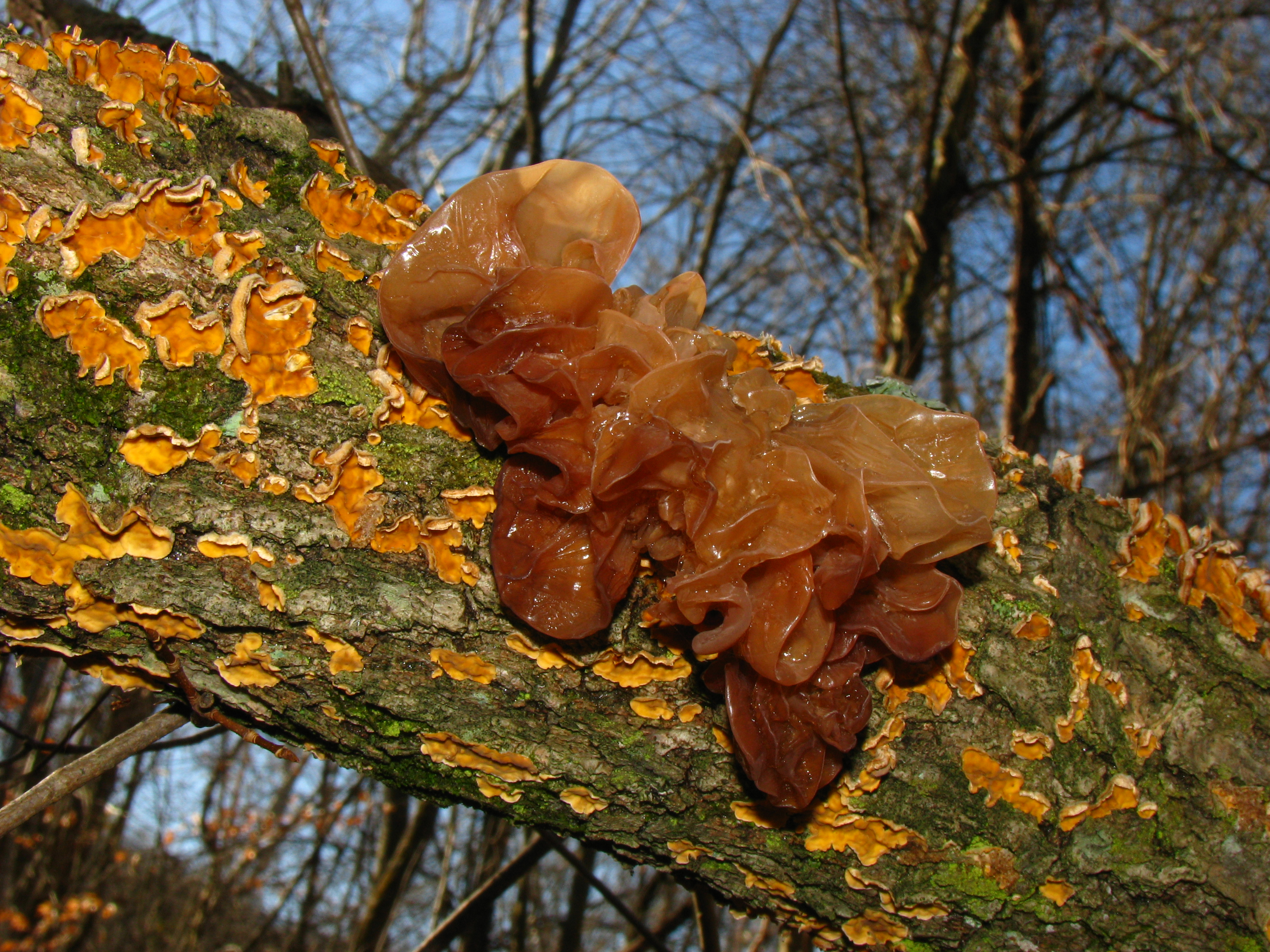

Phaeotremella frondosa (Fr.) Spirin & Malysheva – gatunek grzybów należący do rodziny trzęsakowatych (Tremellaceae).

## Systematyka i nazewnictwo
Pozycja w klasyfikacji według Index Fungorum: Phaeotremella, Tremellaceae, Tremellales, Incertae sedis, Tremellomycetes, Agaricomycotina, Basidiomycota, Fungi.
Po raz pierwszy opisał go w 1822 r. Elias Fries, nadając mu nazwę Tremella frondosa. Obecną, uznaną przez Index Fungorum nazwę nadali mu Wjatcheslav A. Spirin i Vera F. Malysheva w 2018 r. Synonimy:
- Naematelia frondosa (Fr.) Bonord. 1851
- Tremella frondosa Fr. 1822[2].

## Morfologia
Owocnik
Tremelloidalny o wysokości 1–5 cm i średnicy 1–7 cm. Składa się z często zlewających się ze sobą, ochrowobrązowych do ciemnobrązowych płatów, w eksykatach czasami czerniejących. Płaty wyrastają ze wspólnej podstawy, są całe, zaokrąglone, a nawet pofałdowane, o szerokości do 2 cm i grubości 0,5–1 mm.
Cechy mikroskopowe
Podstawa owocnika zbudowana z lekko lub wyraźnie grubościennych strzępek ze sprzążkami, o szerokości 2–10 µm, brązowawych, z mocno napęczniałymi, błyszczącymi segmentami w kształcie pęcherza o średnicy 8–18 μm. Strzępki subhymenium cienko lub lekko grubościenne, o średnicy 2–8 μm, szkliste do brązowawych, czasami pokryte przez brązowawą, bezpostaciową substancją. Podstawki 4-sterygmowe, jajowate do półkulistych, 13–18 × 12–16 μm, nieco grubościenne, o szklistej lub brązowawej zawartości. W płatach często występują napęczniałe, szeroko elipsoidalne, nawet kuliste strzępki, lekko do bardzo grubościenne, o średnicy do 25 μm, tworzące elipsoidalne lub prawie kuliste konidia 4–10 × 4–7 μm. Bazydiospory szeroko elipsoidalne do niemal kulistych, szkliste do brązowawych (6,1–) 6,2–10,2 (−10,8) × (5,0–)5,1–8,7 (−9,0) μm, Q = 1,22.

## Występowanie i siedlisko
Występuje w Ameryce Północnej, w Azji, Europie, Australii i na niektórych wyspach Oceanu Spokojnego. W Polsce po raz pierwszy jego stanowiska podał D. Ślusarczyk w 2020 r. Aktualne stanowiska podaje także internetowy atlas grzybów. Znajduje się w nim na liście gatunków zagrożonych i wartych objęcia ochroną.
Nadrzewny grzyb saprotroficzny występujący na drzewach liściastych.